# NGC 6929
NGC 6929 is een spiraalvormig sterrenstelsel in het sterrenbeeld Arend. Het hemelobject werd op 21 juli 1827 ontdekt door de Britse astronoom John Herschel.

## Synoniemen
- MCG 0-52-35
- ZWG 373.35
- NPM1G -02.0441
- PGC 64949